# Siret Räämet
Siret Räämet (* 31. Dezember 1999) ist eine estnische Fußballnationalspielerin.

## Karriere

### Verein
Räämet begann ihre Karriere beim estnischen Spitzenklub FC Flora Tallinn, wo sie sich als Stammspielerin etablierte und unter anderem in der UEFA Women’s Champions League zum Einsatz kam. Im Jahr 2024 wechselte sie zum österreichischen Bundesligisten LASK Linz. Dort setzt sie ihre Karriere als Verteidigerin fort. 

### Nationalmannschaft
Räämet debütierte im Juni 2017 in der estnischen A-Nationalmannschaft. Sie nahm unter anderem an der Qualifikation zur UEFA Women's Euro 2021 teil.